# Kościół Wniebowzięcia Najświętszej Maryi Panny w Radachowie
Kościół pw. Wniebowzięcia Najświętszej Maryi Panny w Radachowie – rzymskokatolicki kościół filialny w Radachowie, w powiecie słubickim, w województwie lubuskim. Należy do dekanatu Rzepin w diecezji zielonogórsko-gorzowskiej.

## Historia
Nowa budowla powstała zapewne na miejscu wcześniejszej, z której wykorzystano pewne elementy wyposażenia i wystroju. Wtórnie wykorzystano renesansową emporę, barokowy ołtarz, chrzcielnicę z 1640 r., średniowieczny dzwon.
Fundatorami byli: Bernhard Friedrich Gladow, Friedrich Christian von Ihlow, Karl "Ludewich" von Lucke, von Byzeski.
W latach 80. XX w. doszło do całkowitego przekształcenia wnętrza poprzez wprowadzenie boazerii, a także usunięcie środkowego podciągu stropu. Dodatkowo zamurowano wejście w elewacji północnej.